# Bulbul de Davison
El bulbul de Davison (Pycnonotus davisoni) és una espècie d'ocell de la família dels picnonòtids (Pycnonotidae). És endèmic de Myanmar. Els seus hàbitats principals són els boscos tropicals i subtropicals de frondoses humits de les terres baixes i de l'estatge montà, els matollars secs i humits tropicals i subtropicals, les zones riberenques, les terres llaurades, les pastures, les plantacions, els jardins rurals i les àrees forestals fortament degradades. El seu estat de conservació es considera de risc mínim.
L'epítet específic davisoni fa referència al col·leccionista i conservador del Raffles Museum de Singapur William Ruxton Davison (m. 1893).